# Rode miertangare
De rode miertangare (Habia rubica) is een zangvogel uit de familie Cardinalidae (kardinaalachtigen).

## Verspreiding en leefgebied
Deze soort telt 17 ondersoorten:
- H. r. holobrunnea: oostelijk Mexico.
- H. r. rosea: zuidwestelijk Mexico.
- H. r. affinis: zuidelijk Oaxaca (zuidelijk Mexico).
- H. r. nelsoni: Yucatán (zuidoostelijk Mexico).
- H. r. rubicoides: van het zuidelijke deel van Centraal-en zuidelijk Mexico tot Honduras en El Salvador.
- H. r. vinacea: westelijk Costa Rica en Panama.
- H. r. alfaroana: noordwestelijk Costa Rica.
- H. r. perijana: noordelijk Colombia en noordwestelijk Venezuela.
- H. r. coccinea: het noordelijke deel van Centraal-Colombia en westelijk Venezuela.
- H. r. crissalis: noordoostelijk Venezuela.
- H. r. rubra: Trinidad.
- H. r. mesopotamia: oostelijk Venezuela.
- H. r. rhodinolaema: oostelijk Colombia, oostelijk Ecuador, noordoostelijk Peru en noordwestelijk Brazilië.
- H. r. peruviana: oostelijk Peru, westelijk Brazilië en noordelijk Bolivia.
- H. r. hesterna: centraal Brazilië.
- H. r. bahiae: oostelijk Brazilië.
- H. r. rubica: oostelijk Paraguay, zuidoostelijk Brazilië en noordoostelijk Argentinië.